# 2.º Distrito Congressional da Califórnia
O 2.º Distrito Congressional da Califórnia é um dos 52 distritos do estado na Câmara dos Representantes dos Estados Unidos. Abrange a região da Costa Norte e áreas adjacentes. Estende-se da Ponte Golden Gate até a fronteira com o Oregon.
Nas eleições de 2024, o democrata Jared Huffman venceu o republicano Chris Coulombe com 71,9% dos votos.